# Ante Prkačin
Ante Prkačin (Slavonski Brod, 14. studenoga 1953.), hrvatski vojnik, političar i poduzetnik.

## Životopis
Na početku demokratskih promjena priključuje se Hrvatskoj demokratskoj stranci i postaje zastupnik u prvom sazivu Hrvatskog sabora, u Vijeću udruženog rada. Zastupnik je bio i u drugom sazivu Sabora, ali tad u Hrvatskoj stranci prava, ali za vrijeme mandata postaje neovisan zastupnik. 30. listopada 1999. utemeljuje stranku Nova Hrvatska, čiji je i prvi predsjednik. Kandidirao se za predsjednika RH na izborima 2000. godine. Ponovo se vraća u HSP 2011. godine. 2020. godine priključuje se u Domovinski pokret Miroslava Škore uoči parlamentarnih izbora 2020., na kojima s više od 5300 preferencijskih glasova osvaja zastupnički mandat. Godine 2023. napušta Domovinski pokret i pridružuje se stranci Hrvatsko bilo, čime je ta stranka u 10. sazivu postala parlamentarna.

## Vojno djelovanje
Domovinski rat Prkačina zatječe u Slavonskom Brodu. Već po najavi srpske agresije, kao saborski zastupnik uključuje se u pripreme za obranu Hrvatske i postaje zapovjednikom antiterorističke i diverzantske postrojbe za posebne namjene. Krajem 1991., kad se priključuje HSP-u, imenovan je načelnikom Glavnog stožera HOS-a. U BiH, 1992., sudjeluje u prvim pokušajima stvaranja zajedničkog zapovjedništva Armije BiH i HVO-a te postaje član zajedničkog zapovjedništva HVO-a i Armije BiH, kao predstavnik HOS-a (HOS je tada formalno bio sastavnica Armije BiH). Nakon smrti Blaža Kraljevića (9. kolovoza 1992.), postaje Načelnik Glavnog stožera HOS-a. Sastao se s Matom Bobanom, u Grudama, 23. kolovoza 1992., gdje su potpisali sporazum kojim je HOS u BiH raspušten. Potom sudjeluje u obrani Bosanske Posavine, kao tamošnji zapovjednik HVO-a. Nakon rata je umirovljen.

## Vanjske poveznice
- https://web.archive.org/web/20161030084544/http://www.hrt.hr/arhiv/100/01/08/HRT0009.html